# Pont Van-Gogh (Arles)
Le pont Van-Gogh est un pont érigé le long du Canal de navigation d'Arles à Bouc, sur la commune d'Arles.
Il a acquis une renommée mondiale grâce aux représentations que l'artiste néerlandais Vincent Van Gogh en a fait en 1888.

## Historique
Il s'agit d'un pont basculant à double-levis, situé sur la commune d'Arles, dans le département des Bouches-du-Rhône. Il est issu d'une série de onze ponts identiques établis le long du Canal de navigation d'Arles à Bouc, inauguré en 1837. 
Les onze ponts, construits par un ingénieur hollandais dans les années 1820-1830, rappellent à l'artiste sa patrie, ce qu'il rapporte dans une lettre (488),. À l'époque, on l'appelait pont de Langlois d'après l'homme qui le gardait et manipulait les commandes d'abaissement ou de levée du pont, mais Vincent van Gogh comprenant mal, le nomme pont de l'Anglais et c'est pour cela que ce nom, changé en pont de l'Anglois, persiste toujours à partir du nom correct.
Le pont est détruit en 1926 avec la maison de l'éclusier et remplacé en 1930 par un pont en arc en béton armé de 45 mètres, le pont de Réginelle.
Finalement, tous les ponts du canal sont détruits pendant la Seconde Guerre mondiale par les troupes allemandes en 1944, à l'exception de celui de Fos-sur-Mer. Identique à tous les autres, il est démonté en 1959 à cause de travaux de voirie. La ville d'Arles s'en porte acquéreur et le fait installer en 1962 sur le même canal, à quelques kilomètres en aval du pont original. C'est ce pont qui porte aujourd'hui le nom de « pont Van-Gogh », bien qu'il ne soit pas celui peint par l’artiste.
Les piles du pont, les façades et les toitures de la maison pontière sont inscrites au titre des monuments historiques en 1986 et le pont Van-Gogh est classé en 1988, à l'exception des piles car appartenant au domaine public fluvial. Il est complètement restauré en 1997. La maison éclusière est détruite lors d'un incendie en 2016.

## Série de peintures
Peu de temps après son arrivée à Arles, le 20 février 1888, Vincent van Gogh peint différentes versions du pont-levis juste au sud de la ville, entre mars et mai 1888 : quatre tableaux (huiles sur toiles), deux dessins, une aquarelle et un croquis.
Il évoque son intention de s'emparer du sujet du pont dans une lettre au peintre Émile Bernard, datée du 18 mars 1888, en haut de laquelle il réalise un croquis : « En tête de cette lettre je t’envoie un petit croquis d’une étude qui me préoccupe pour en faire quelque chôse – des matelots qui remontent avec leurs amoureuses vers la ville qui profile l’étrange silhouette de son pont levis sur un énorme soleil jaune.
J’ai une autre étude du même pont levis avec un groupe de laveuses. »
Il fait mention de cette discussion dans une lettre adressée à son frère Théo, le 25 mars suivant. Il explique qu'il ne peut pas travailler sur place à cause du mauvais temps et que, frustré, il détruit la première huile sur toile dont il ne reste aujourd'hui qu'un fragment : « Ai eu contrariété pour le coucher de soleil avec figures et un pont dont je parlais à Bernard. Le mauvais temps m’empêchant de travailler sur place, j’ai éreinté complètement cette étude en voulant la finir chez moi.
Seulement j’ai aussitôt après recommencé le même motif sur une autre toile mais le temps étant tout autre, dans une gamme grise et sans figures. »

## Analyse
« [...] le pays me parait aussi beau que le Japon pour la limpidité de l’atmosphère et les effets de couleur gaie. »

— Vincent van Gogh, Lettre à Émile Bernard, 18 mars 1888
La composition de la série de tableaux est soigneusement organisée et dynamique. Le chemin de halage forme une grande diagonale qui traverse la toile et conduit l'œil vers le pont et le wagon couvert qui le traverse. C'est une technique que le peintre a tiré des estampes japonaises, qui l'ont beaucoup influencé,.
En utilisant de la ficelle pour construire les lignes directrices, il se permet une reproduction correcte et facilement réalisable. La technologie moderne révèle même des traits de crayon sous la peinture.

## Galerie

Série du Pont de Langlois
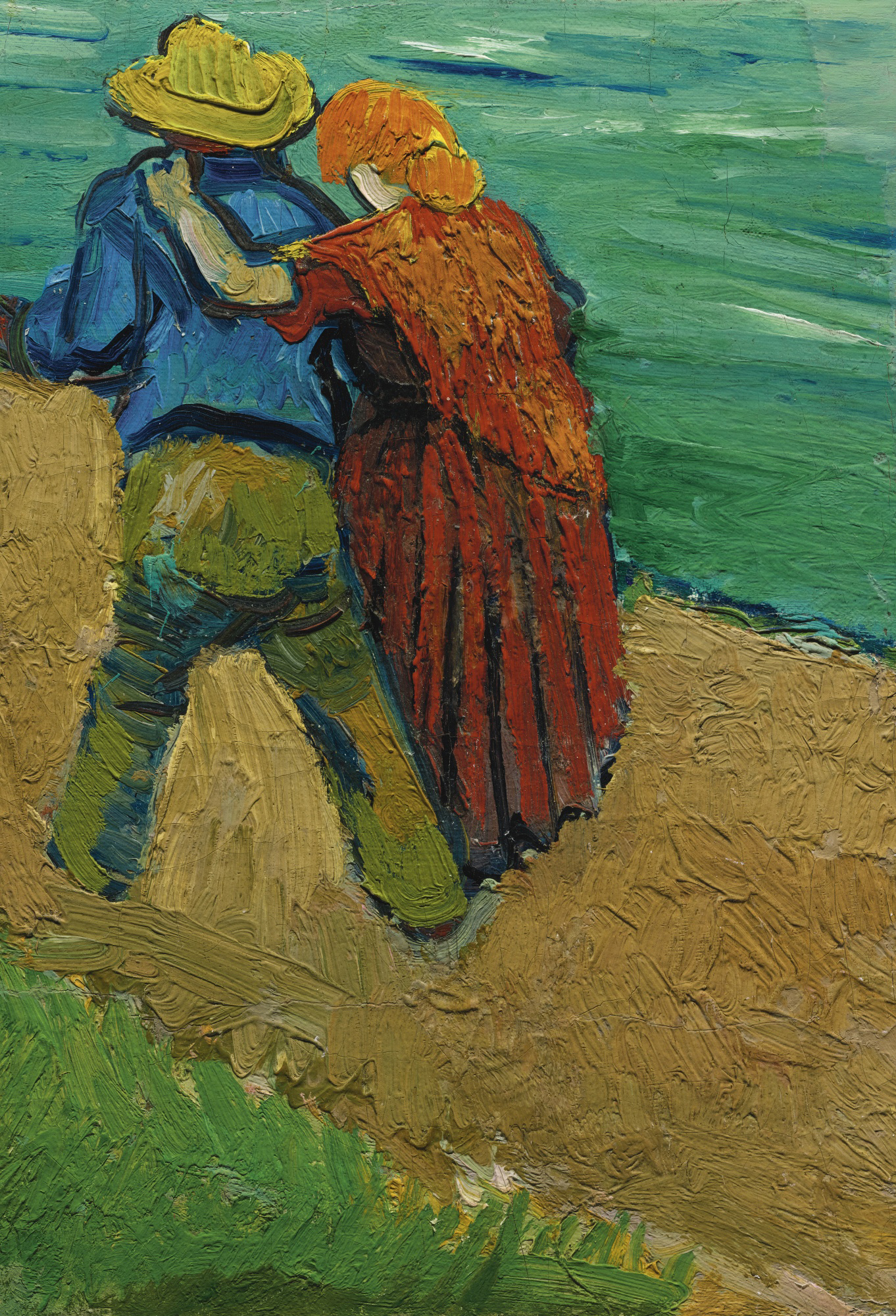
Couple (Fragment, F 544 / JH 1370, mi-mars 1888, collection privée)
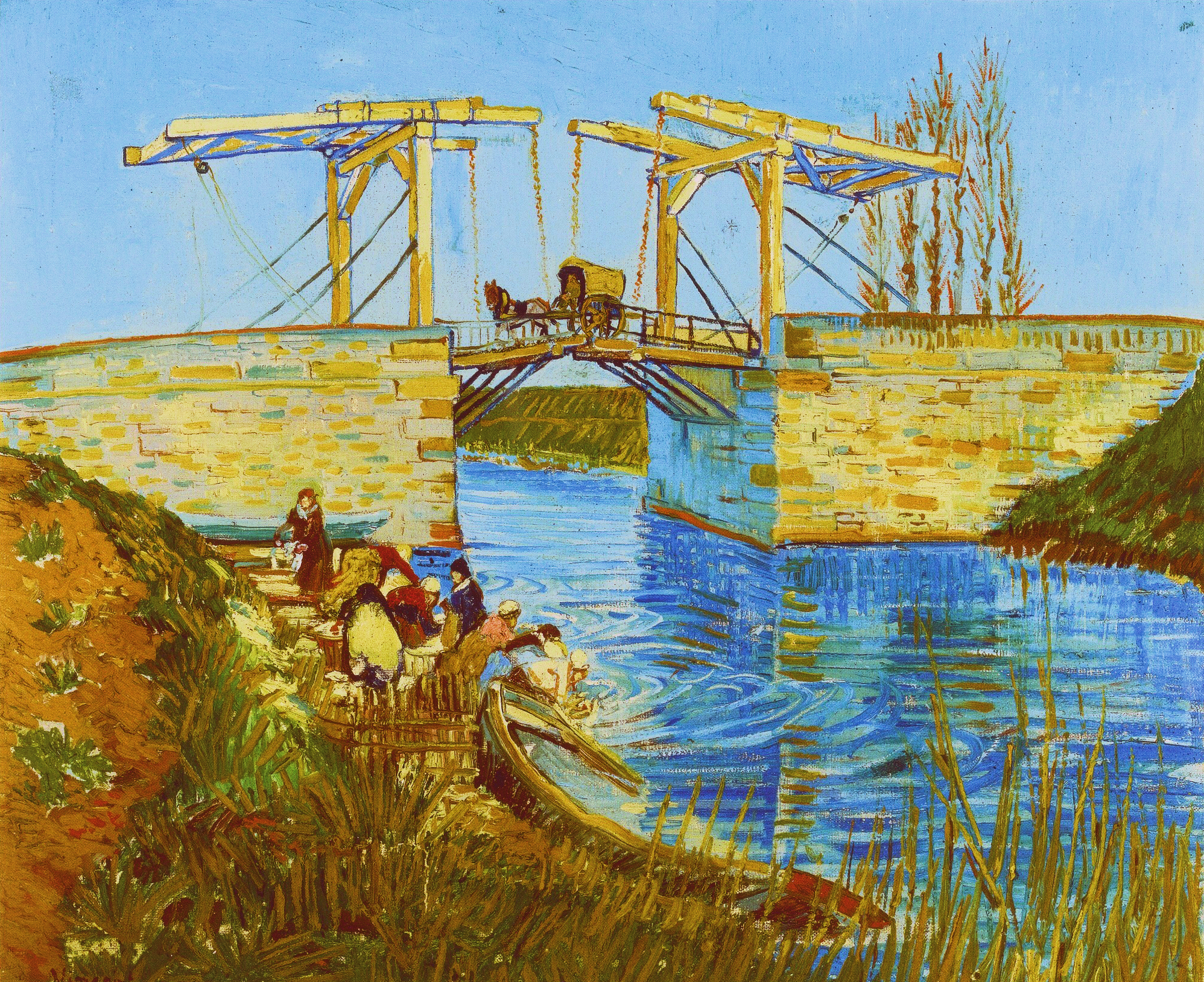
… avec des femmes lavantes (F 397 / JH 1368, 54 × 64 cm, mars 1888, Musée Kröller-Müller)
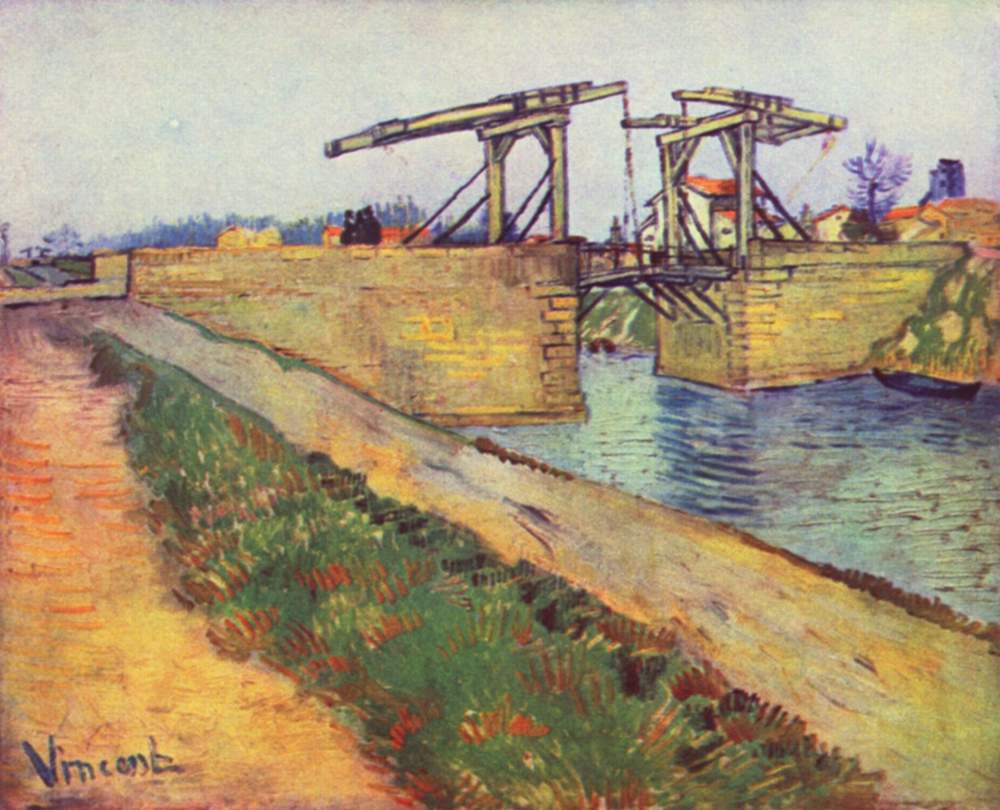
… avec route au bord du canal (F 400 / JH 1371, 59,6 × 73,6 cm, mars 1888, Musée Van Gogh)
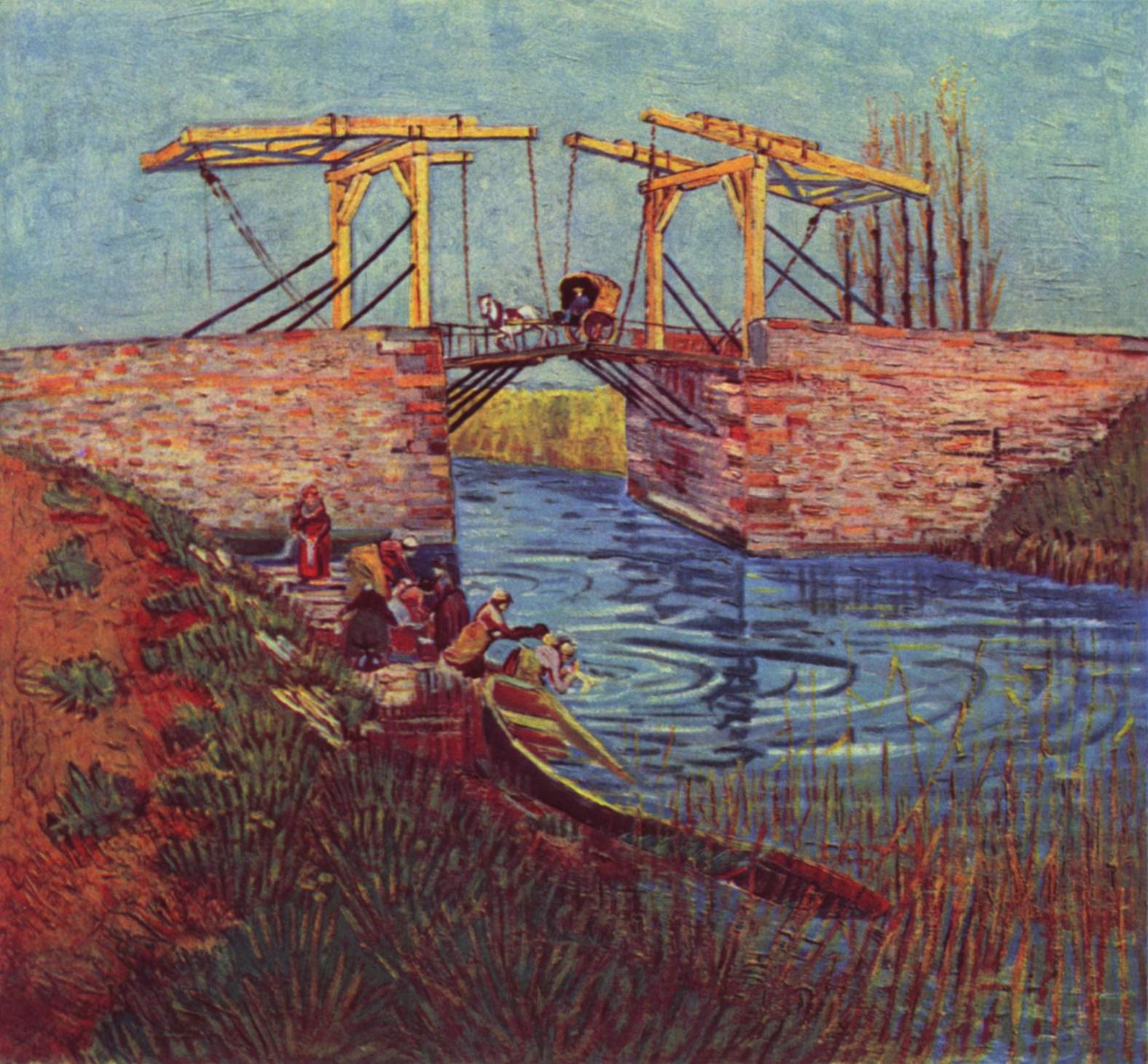
(F 571 / JH 1392, 60 × 65 cm, avril 1888, collection privée)
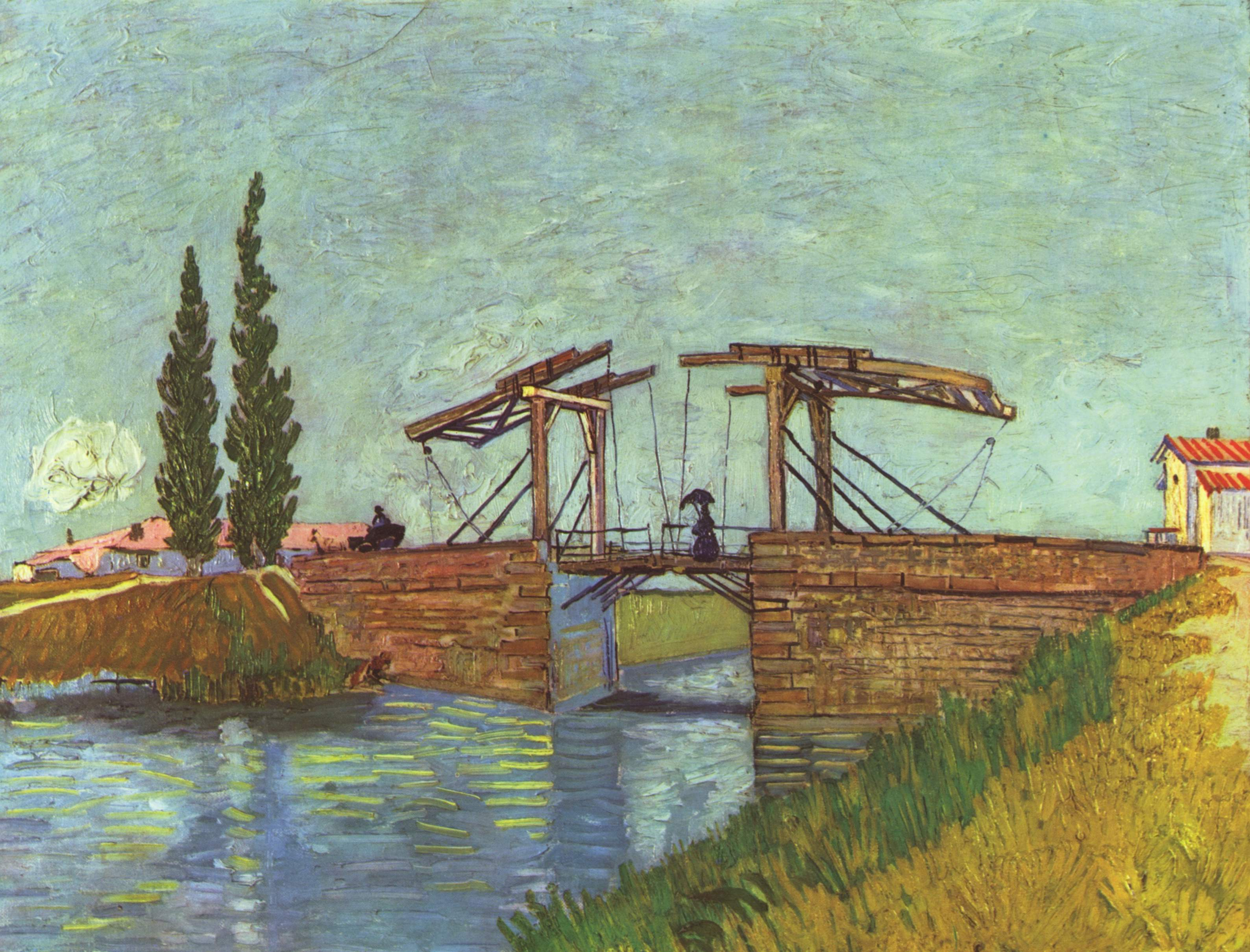
Le Pont Langlois à Arles (F 570, 49,5 × 64,5 cm, mai 1888, Musée Wallraf Richartz)

Dessins et aquarelle
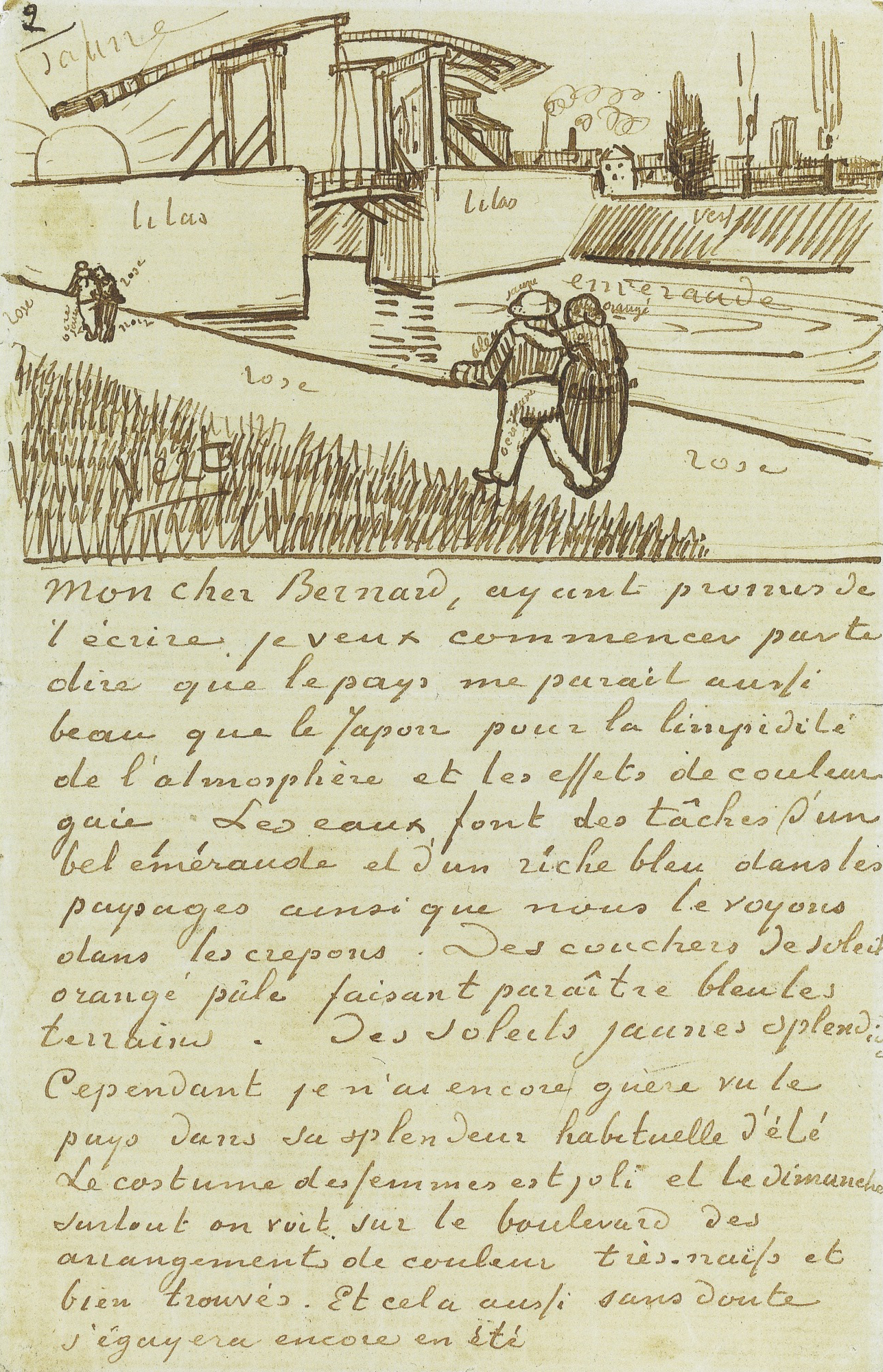
Lettre B2 à Emile Bernard (JH 1370, 23,5 × 31 cm, 18 mars 1888, The Morgan Library & Museum, New-York)
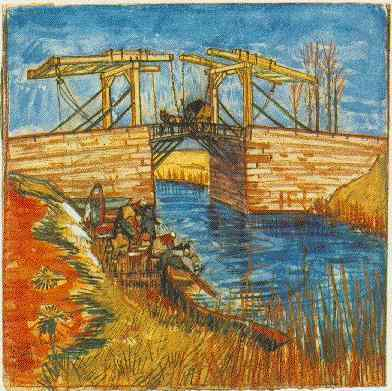
Pont Langlois et lavandières (Aquarelle, F 1480 / JH 1382, 30 × 30 cm, avril 1888, collection privée)
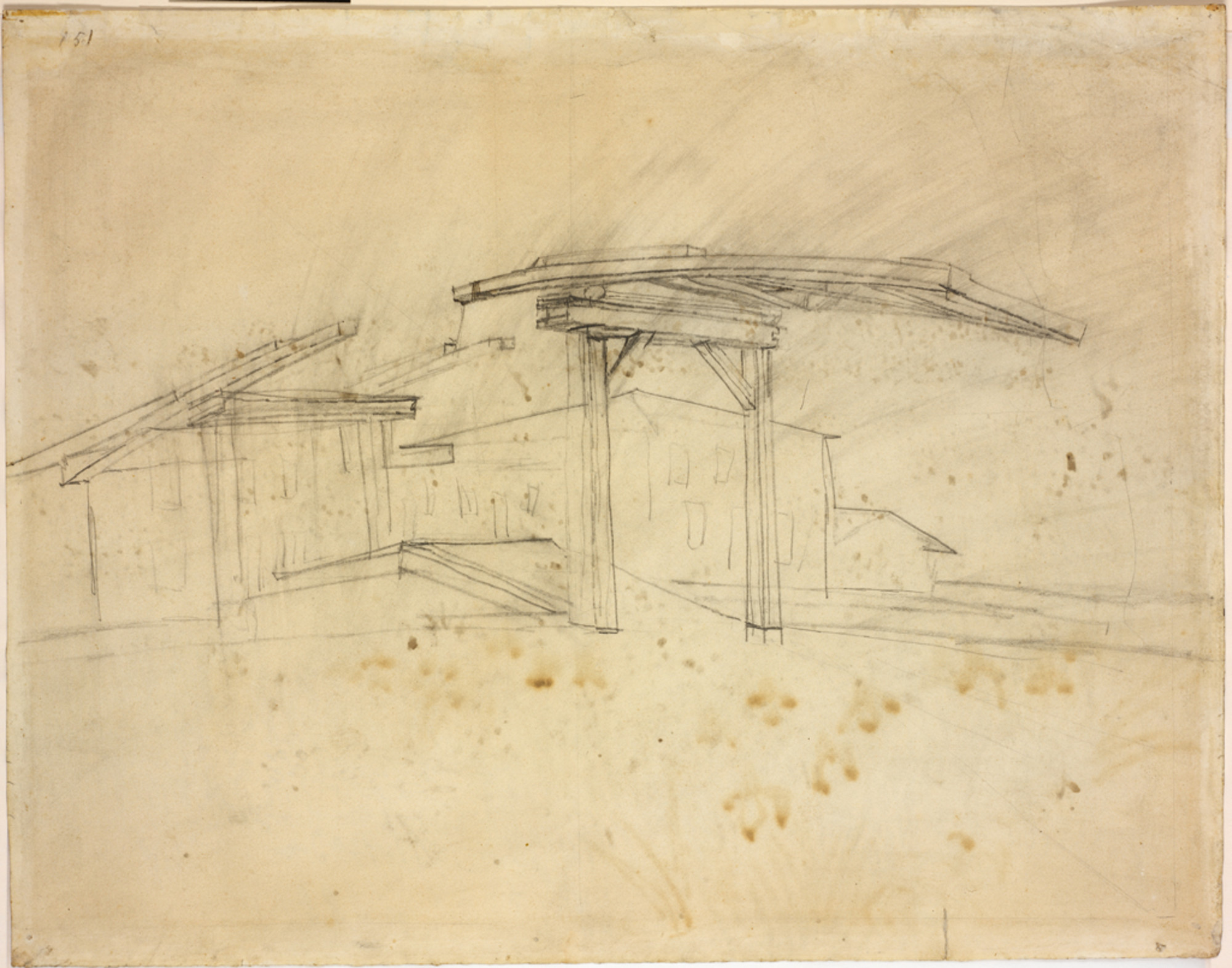
étude (F 1416v ; mai 1888)[réf. nécessaire]
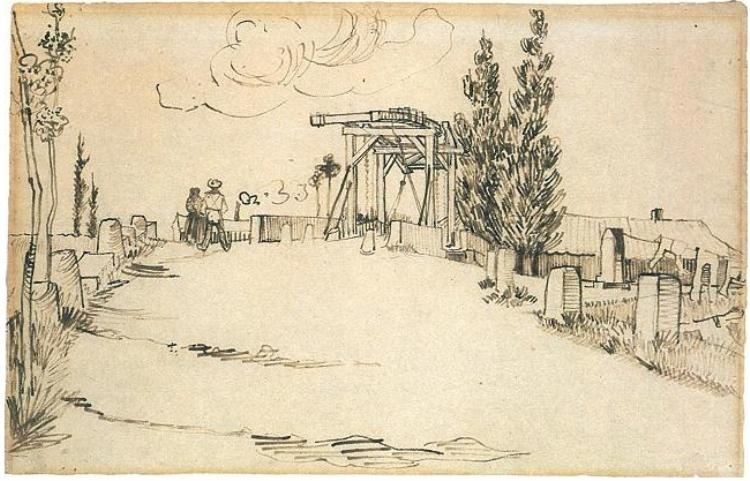
Le Pont Langlois (F 1470 / JH 1377, mai 1888, Graphische Sammlung, Stuttgart)
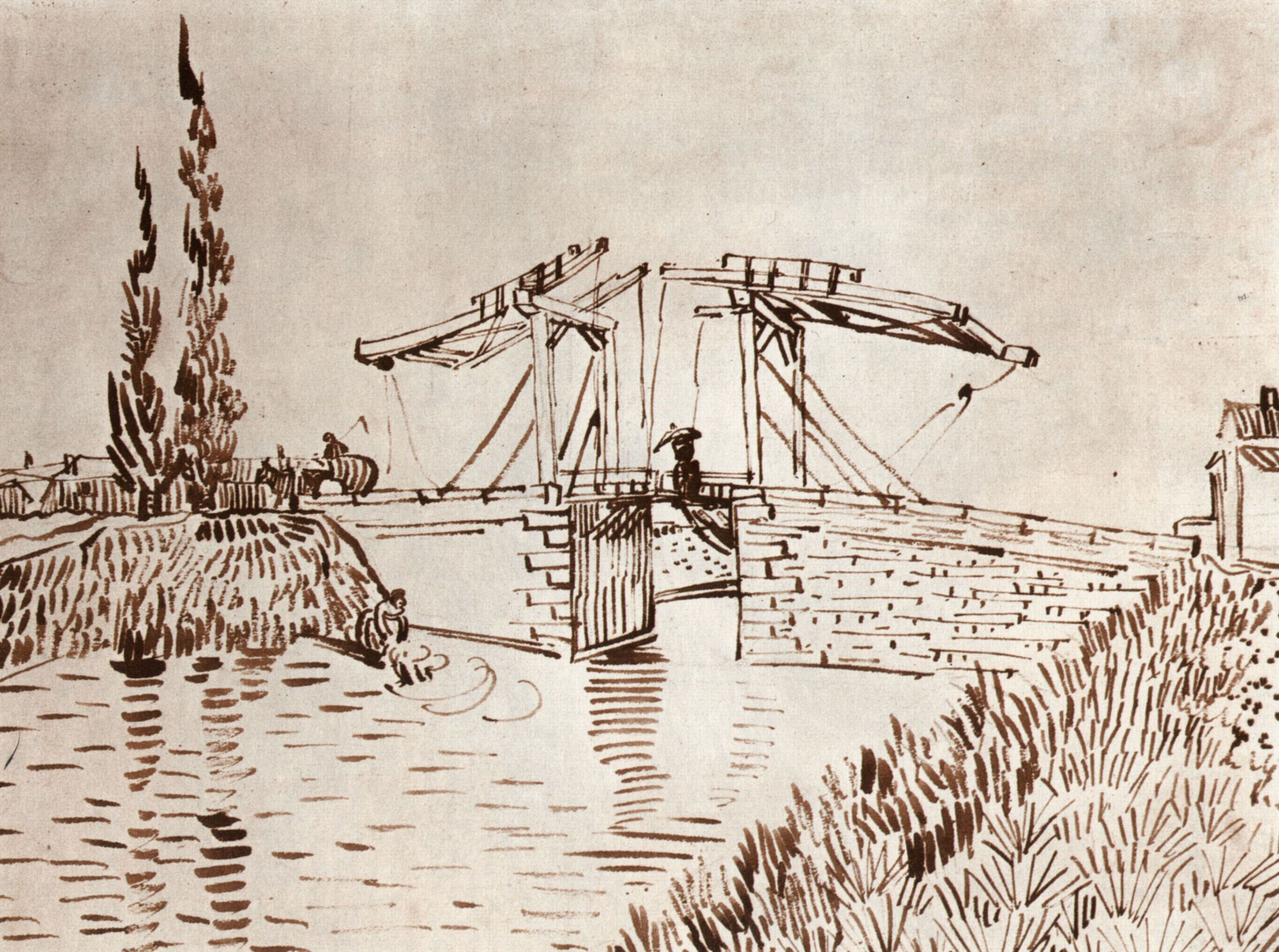
Le Pont Langlois avec une femme au parasol (F 1471 / JH 1420, 23,5 × 31 cm, mai 1888, Musée d'Art du comté de Los Angeles)

Pour identifier les pièces de van Gogh, il convient d'utiliser les catalogues raisonnés de De la Faille (F) et de Jan Hulsker (JH).

## Les ponts de Langlois et Van-Gogh

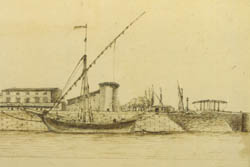
Pont de Langlois, dessin du XIXe siècle
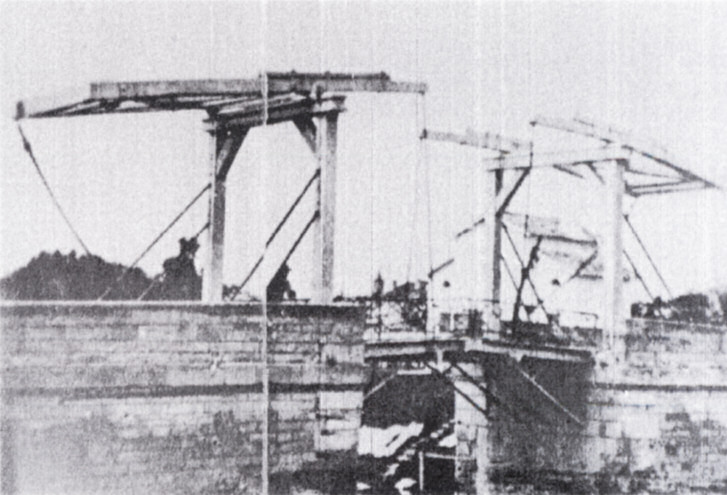
Pont de Langlois en 1902
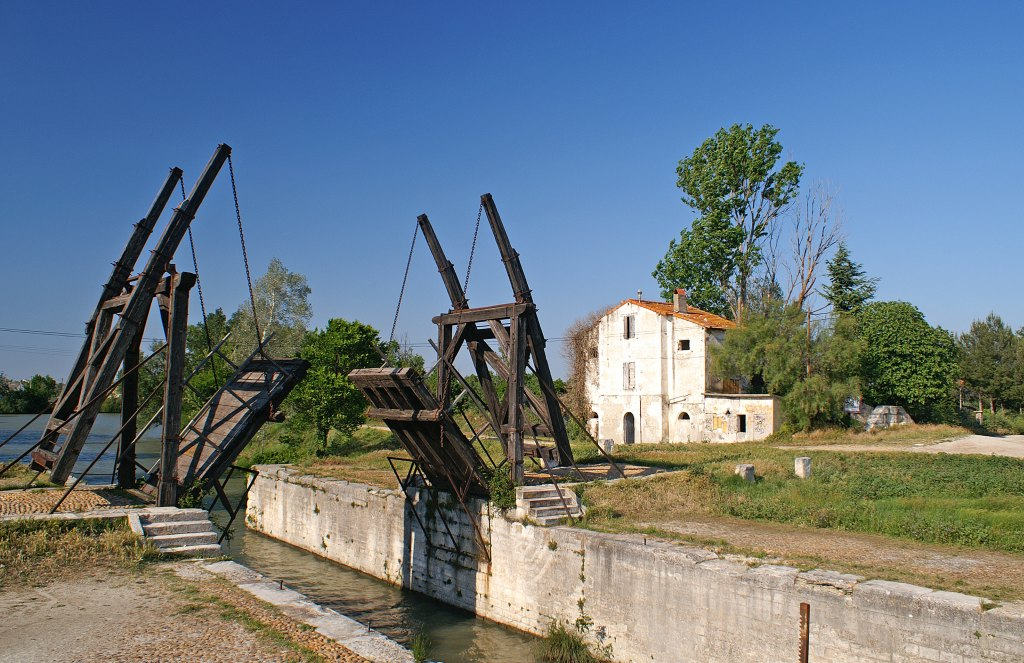
Pont Van Gogh en 2007
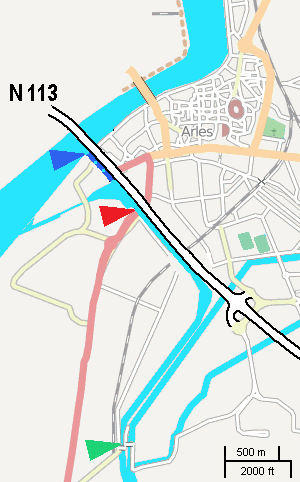
Pont de Langlois (rouge) et Pont Van Gogh (vert); Entrée du canal en 1888 (bleu).

## Sources et références
1. ↑  Élisabeth Le Cornec, Les ponts mythiques, Paris, Belin, 2011, 117 p. (ISBN 978-2-7011-5988-1, OCLC 780317139)
2. ↑  Les lettres cataloguées que par numéro étaient adressées à son frère Théo. Les autres lettres connus sont cataloguées par des chiffres (B2, par exemple, indique la deuxième lettre adressée à son ami Émile Bernard). Source: „Gezeichnete Bilder“,  (ISBN 978-3-8321-9157-3) (Catalogue, version allemande, de l'exposition 2008 à Albertina, Vienne, Autriche. 450 pages. Il y en a aussi une version anglaise, 978-3-8321-9158-0 [et une autre pareille, 978-3-8321-9133-7, qui n'est vendu que dans le musée]), p. 258.
3. 1 2 3  (en) Musée Wallraf-Richartz, « Vincent van Gogh - The Drawbridge », sur wallraf.museum (consulté le 2 décembre 2020)
4. 1 2 3  Ville d'Arles, « Pont Van Gogh », sur patrimoine.ville-arles.fr (consulté le 2 décembre 2020)
5. ↑  Office de Tourisme d'Arles, « Le pont Van Gogh », sur arlestourisme.com (consulté le 2 décembre 2020)
6. ↑  Ministère de la Culture, « Pont Van-Gogh et maison pontière », POP : la plateforme ouverte du patrimoine, sur pop.culture.gouv.fr (consulté le 2 décembre 2020)
7. ↑  Ville d'Arles, « Incendie à la maison éclusière du pont Van Gogh », sur arles-info.fr, 1er janvier 2016 (consulté le 2 décembre 2020)
8. 1 2  Vincent van Gogh, « Lettre à Émile Bernard. Arles, Dimanche 18 mars 1888. », sur vangoghletters.org (consulté le 2 décembre 2020)
9. ↑  (en) Vincent van Gogh, « À Theo van Gogh. Arles, le ou à propos du dimanche 25 mars 1888. », sur vangoghletters.org (consulté le 2 décembre 2020)
10. ↑  (en) « 587 », sur vangoghletters.org (consulté le 30 juin 2023).
11. ↑  (en) Van Gogh Museum, « The Langlois Bridge », sur vangoghmuseum.nl (consulté le 2 décembre 2020)
12. 1 2  (en) Musée Kröller-Müller, « Bridge at Arles (Pont de Langlois) », sur krollermuller.nl (consulté le 2 décembre 2020)
13. ↑  Pour identifier les pièces de van Gogh, on se sert des catalogues raisonnés de de la Faille ou de Jan Hulsker, ou des deux, parce qu'il y a certaines pièces cataloguisées que par l'un ou bien par l'autre - comme JH 1370.